# Pseuderanthemum verapazense
Pseuderanthemum verapazense là một loài thực vật có hoa trong họ Ô rô. Loài này được Donn. Sm. miêu tả khoa học đầu tiên năm 1909.